# Panicum mitchellii
Panicum mitchellii är en gräsart som beskrevs av George Bentham. Panicum mitchellii ingår i släktet vipphirser, och familjen gräs. Inga underarter finns listade i Catalogue of Life.